# بيري مكارثي
بيري مكارثي (بالإنجليزية: Perry McCarthy)‏ مواليد 3 مارس 1961 في إنجلترا، هو سائق فورملا 1 بريطاني بدأ مسيرته الاحترافية سنة 1992. كان أول سباق له هو جائزة البرازيل الكبرى 1992. خاض خلال مسيرته 10 سباقات.

## سباقات شارك فيها
- لو مان 24 ساعة
- بطولة العالم للسيارات الرياضية